# Lei de Stefan–Boltzmann

A energia total emitida por um corpo é proporcional à quarta potência de sua temperatura. Em azul, o gráfico da energia total emitida calculado por Wien

A Lei de Stefan-Boltzmann (mais conhecida como Lei de Stefan) estabelece que a energia total radiada por unidade de área superficial de um corpo negro na unidade de tempo (radiação do corpo negro), (ou a densidade de fluxo energético (fluxo radiante) ou potencia emissora) j*, é diretamente proporcional à quarta potência da sua temperatura termodinâmica T:
{\displaystyle j^{\star }=\sigma T^{4}}
{\displaystyle \sigma =5,6697\times 10^{-8}Wm^{-2}K^{-4}}
A constante de proporcionalidade (não é uma constante fundamental) é chamada constante de Stefan-Boltzmann ou constante de Stefan σ. A lei foi descoberta de jeito experimental por Jožef Stefan (1835-1893) no ano 1879 e derivada de jeito teórico no marco da termodinâmica por Ludwig Boltzmann (1844-1906) em 1884. Boltzmann supôs uma máquina térmica ideal com luz como substância de trabalho semelhante a um gás. Esta lei é a única lei da natureza que leva o nome de um físico esloveno. Hoje pode-se derivar a lei da Lei de Planck sobre a radiação de um corpo negro:
{\displaystyle j^{\star }=\int _{0}^{\infty }\left({dj^{\star } \over d\lambda }\right)d\lambda }
e é válida só para objetos de cor negra ideal, os perfeitos radiantes, chamados corpos negros. Stefan publicou esta lei o 20 de março no artigo Über die Beziehung zwischen der Wärmestrahlung und der Temperatur (Das relações entre radiação térmica e temperatura) nos Boletins das sessões da Academia das Ciências de Viena.

## Temperatura do Sol
Com esta lei Stefan também determinou a temperatura da superfície solar. Conheceu, a partir dos dados de Charles Soret (1854–1904) que a densidade do fluxo energético solar é 29 vezes maior que a densidade do fluxo energético de uma placa de metal aquecida à temperatura equivalente. Uma placa redonda foi situada a uma distancia do aparelho de medida tal que podia ser vista com mesmo ângulo que o sol. Soret estimou que a temperatura na placa fosse entre 1900 °C e 2000 °C. Stefan supôs que 1/3 do fluxo da energia solar é absorvido pela atmosfera terrestre, com o que conseguiu um valor total para o fluxo energético do Sol os 2/3 do observado; por tanto, 3*29/2 = 43,5 vezes. Medidas mais precisas da absorção atmosférica foram feitas em 1888 e 1904. A temperatura Stefan obtida foi um valor médio entre os anteriores, 1950 °C, e por tanto a temperatura termodinâmica absoluta muito próxima a 2200 K. Como 2.574 = 43.5, segue-se que a temperatura solar é 2.57 vezes maior que a da placa, conseguindo Stefan um valor de 5430 °C ou 5700 K (o valor aceite na atualidade é 5780 K). Este foi o primeiro valor acordado para a temperatura do Sol. Anteriormente foram supostos de 1800 °C até 13,000,000 °C. O primeiro valor de 1800 °C fora determinado por Claude Servais Mathias Pouillet (1790-1868) no 1838 usando a lei de Dulong-Petit. Pouilett aproximou também a metade do valor do fluxo energético solar. É possível que este resultado tenha lembrado a Stefan que a lei de Dulong-Petit podia não ser exata a altas temperaturas: se usarmos uma lente sobre a luz solar, podemos aquecer um sólido a uma temperatura muito maior que 1800 °C.
A Lei de Stefan-Boltzmann é um exemplo de lei potencial.

## Histórico e construção
Em 1879, o físico esloveno Jožef Stefan (1835-1893) deduziu, a partir de resultados experimentais, que a potência P (energia irradiada por segundo) de um corpo negro é diretamente proporcional à sua temperatura T elevada à quarta potência e também diretamente proporcional à área A da superfície emissora. Essa relação foi chamada de Lei de Stefan.
{\displaystyle P=\sigma .T^{4}.A,}
Onde σ = 5,67 x 10−8W/m2K4 é a constante de Stefan.
Mais tarde, em 1884, o físico austríaco Ludwig Boltzmann (1844-1906) deduziu a Lei de Stefan teoricamente, utilizando a Termodinâmica estatística. O modelo utilizado por Boltzmann foi uma máquina térmica que, em vez de usar gás como substância, usava a luz.
Vale aqui um parênteses importantíssimo: em 1871, Boltzmann, baseado nos trabalhos pioneiros de James Maxwell em física estatística, desenvolveu, junto com outros cientistas, a teoria cinética dos gases, a qual relaciona o micro com o macro. Um dos resultados mais impressionantes é a relação entre a temperatura T de um gás (o macro) e o movimento
das suas moléculas (o micro), mais especificamente a energia cinética média Ec das moléculas.
Utilizando recursos da Termodinâmica e da estatística e um
modelo extremamente simples para os gases, Boltzmann deduziu que:
{\displaystyle E_{c}=3/2K_{B}T}
KB=1,38 x 10−23J/K é a constante de Boltzmann: o elo entre o microscópico e o macroscópico. Em outras palavras, a média das energias cinéticas de cada uma das moléculas de um gás é 3/2KBT. Veja a ordem de grandeza da constante de Boltzmann: ela é muito, muito pequena, tal como esperado, pois a energia cinética de uma única molécula de um gás deve ser mesmo pequena.
Pelo formato das curvas da intensidade da radiação de corpo negro X comprimento de onda a
diferentes temperaturas, nota-se que sua expressão matemática não seria tão simples como a Lei de Stefan e a Lei de Wien.
Em 1893, o mesmo Wilhelm Wien, baseado nos dados experimentais e na sua intuição, ajustou uma expressão matemática aos dados experimentais (hoje um computador faz isso instantaneamente), que ficou conhecida como a Lei da Radiação de Wien:
{\displaystyle I(\nu ,T)=\alpha .\nu ^{3}.e^{-\beta f/T}} Onde: α e β são constantes.
Em 1900, na Inglaterra, Lord Rayleigh (1842 – 1919) derivou teoricamente uma outra expressão matemática, baseando-se nas leis clássicas de Newton e Maxwell e com o auxílio da mecânica estatística de Boltzmann. O modelo teórico de Rayleigh foi o de uma cavidade radiante onde as ondas eletromagnéticas refletem nas paredes formando ondas estacionárias semelhantes às da experiência da corda, só que em 3 dimensões.
Os resultados de Rayleigh foram corrigidos pelo físico James Hopwood Jeans (1877 – 1946), e a
expressão final ficou conhecida com Lei da Radiação de Rayleigh-Jeans:
{\displaystyle I(\nu ,T)={\frac {8\pi .\nu ^{2}}{c^{3}}}.K_{B}T}

Comparação de lei Distribuição de Wien com a Lei de Rayleigh-Jeans e a lei de Planck, em um corpo de temperatura de oito mK

Onde KB é a constante de Boltzmann e c é a velocidade da luz.
Entretanto, a aproximação de Wien só explicava bem a radiação do corpo negro para comprimentos de onda baixos (frequências altas); e, a de Rayleigh, só funcionava bem para comprimentos de onda altos (frequências baixas). A figura  mostra o problema: a curva verde é a curva experimental, ou seja, a realidade dos fatos; a curva vermelha é aquela derivada pela equação de Rayleigh-Jeans: ela só se ajusta bem à curva experimental em frequências baixas. A curva em azul é a curva derivada da equação de Wien: só se ajusta bem à curva verde, experimental, em frequências altas. Ou seja, nenhuma das duas curvas derivadas da teoria explicava a curva experimental. Disso os cientistas não gostam, pois a ciência parte do pressuposto de que existe uma explicação unitária para um mesmo fenômeno.
Em 1895 Max Planck começou a se interessar pelo fenômeno da radiação do corpo negro e suas pesquisas nesse campo durariam 5 anos. Planck desejava construir um modelo teórico que encontrasse as correções necessárias na Lei da Radiação de Wien para entrar em concordância com os dados experimentais em qualquer frequência.
O modelo de Planck baseava-se no que ele chamou de osciladores, ou seja, os geradores das ondas que estariam nas paredes do forno. Era como se bolinhas infinitamente pequenas, atadas a molas idem, estivessem presas na parede interna do corpo negro e a absorção de radiação se desse com as bolinhas passando a vibrar mais, enquanto a radiação se desse com as bolinhas passando a vibrar menos. O desenvolvimento teórico seguiu, chegando a uma expressão final muito interessante, como veremos.
Em outubro de 1900, Planck convidou para um chá em sua casa, Heinrich Rubens (1865 – 1922) que, juntamente com Ferdinand Kurlbaum (1857 – 1927), obtivera dados de alta precisão da radiação do corpo negro, especialmente nas frequências onde a Lei da Radiação de Wien falhava. Horas depois que seu convidado foi embora, Planck intuiu uma expressão que se ajustava perfeitamente aos dados experimentais, a Lei de Planck, da radiação térmica:
{\displaystyle I(\nu ,T)={\frac {2h\nu ^{3}}{c^{2}}}{\frac {1}{e^{\frac {hv}{kT}}-1}}}
Onde
I = radiância espectral / Js−1, m−2 , sr−1 ,Hz−1
ν = frequência / Hertz
T = temperatura do corpo negro / kelvin
h = constante de Planck / joule - hertz
c = velocidade da luz / metros - segundo
e = número de Euler / adimensional
Baseado na Termodinâmica e nos estudos de mecânica estatística de Boltzmann, Planck desenvolveu seu modelo teórico. Boltzmann tinha um trabalho com átomos que era matematicamente semelhante. Nele, as energias dos átomos eram múltiplos inteiros de uma energia mínima ε. Planck fez uma analogia com os osciladores das paredes do forno e obteve, estupefato, o seguinte resultado: para uma determinada frequência ν, a energia dos osciladores somente poderia ser um múltiplo inteiro de hν, onde h = 6,63 x 10−34 j.s  j.s é a constante de Planck. A energia não era absorvida ou emitida de modo contínuo, mas apenas em múltiplos de uma unidade mínima, que dependia da frequência da radiação. Ou seja, se estamos trabalhando com apenas uma frequência (ν), toda a energia que o corpo negro pode absorver ou emitir tem que ser múltiplo inteiro de hν. O quantum de energia dos osciladores deveria ser hν. Devido à pequeníssima magnitude da constante de Planck, não notamos isso no nosso dia-a-dia.
Devido à natureza conservadora de Planck era muito difícil pensar que a energia, grandeza fundamental de toda a Física, que todos pensavam que podia ser emitida ou absorvida continuamente, pudesse ser discreta, ou seja, emitida ou absorvida apenas em unidades múltiplas de um certo valor mínimo. Deve ter sido muito difícil para Planck admitir sequer essa possibilidade. Mas, mesmo assim, Planck publicou seu trabalho, e numa das mais magníficas páginas da história da ciência, deu início ao que chamamos hoje de Mecânica Quântica.

## Exemplos
Com a Lei de Stefan-Boltzmann, os astrônomos puderam inferir facilmente o raio das estrelas. A lei é também usada na termodinâmica dos buracos negros na chamada radiação de Hawking. De forma semelhante podemos calcular a temperatura da Terra TE:
{\displaystyle T_{E}=T_{S}{\sqrt {r_{S} \over 2a_{0}}}\;=5780\times {\sqrt {696\times 10^{6} \over 2\times 149.59787066\times 10^{9}}}=278.7755970\;{\rm {K}}\;,}
onde TS é a temperatura do Sol, rS o ráio do Sol e a0 a unidade astronômica e podemos tomar 6 °C, assim, o nosso Sol é aproximadamente 964 vezes mais quente que a Terra. Isto mostra de jeito aproximado que T ~ 300 K é a temperatura do nosso mundo. O a menor mudança da distancia entre o Sol ou das condições atmosféricas poderiam mudar a temperatura media da Terra.
Alguns físicos criticaram Stefan por usar um método inédito para determinar a lei. É certo que foi ajudado por algumas coincidências, mas isto não significa que não fizera a dedução correta.